# Renato Bizzozzero
Renato Bizzozzero (Lugano, 7 settembre 1912 – Buenos Aires, 10 novembre 1994) è stato un calciatore svizzero, di ruolo portiere.

## Carriera
Giocò nel Lugano.

## Palmarès

### Club

#### Competizioni nazionali
- Campionato svizzero: 2

Lugano: 1937-1938, 1940-1941
- Coppa Svizzera: 1

Lugano: 1930-1931